# ليون لويد
ليون لويد (بالإنجليزية: Leon Lloyd)‏ هو لاعب اتحاد الرغبي بريطاني، ولد في 22 سبتمبر 1977 في كوفنتري في المملكة المتحدة.

## وصلات خارجية
- ليون لويد على موقع دوري الرغبي الممتاز (الإنجليزية)
- ليون لويد عل موقع إسبنسكروم (الإنجليزية)
- ليون لويد على موقع ItsRugby.co.uk (الإنجليزية)